# Museu Norman Rockwell
O Museu Norman Rockwell é um museu de arte em Stockbridge, Massachusetts, dedicada à arte de Norman Rockwell. Ele abriga a maior coleção do mundo de arte original de Rockwell.

## História
O museu foi fundado em 1969, em Stockbridge, Massachusetts, onde Rockwell viveu os últimos 25 anos de sua vida. O museu tem estado na sua localização atual desde 1993. O edifício do museu foi projetado pelo arquiteto Robert A. M. Stern.

## Coleção
Além de 574 obras de arte originais de Rockwell, o museu também abriga os Arquivos Norman Rockwell, uma coleção de mais de 100.000 itens diversificados, que incluem fotografias, cartas de fãs e vários documentos de negócios. Em 2014, a Famous Artists School doou seus arquivos, incluindo desenhos de  Rockwell processados por um dos seus membros fundadores do corpo docente em 1948, para o Museu. 
O museu está aberto diariamente das 10:00 às 17:00. exceto quarta-feira.

## Prêmios
Em 2008, o museu recebeu a Medalha Nacional de Humanidades da National Endowment for the Humanities.